# Branislav Jovin
Branislav Jovin (v srbské cyrilici Бранислав Јовин; 8. srpna 1935, Odžaci, Království Jugoslávie – 7. září 2018) byl srbský architekt a urbanista.
V 70. letech řídil přípravu na vybudování bělehradského metra, které velmi rozhodně prosazoval, nicméně jeho výstavba nakonec nebyla zrealizována. Účastnil se obou projektů, které byly vypracovány (1973-1982 a 1986-1990). Podílel se také na návrhu stanice metra Vukov spomenik, která v současné době slouží pro příměstskou železniční dopravu.
V letech 1970–2000 pracoval v Ústavu pro výstavbu města. Jovin navrhoval modernistické a brutalistické stavby v bývalé Jugoslávii; navrhl například část Bloku 28, budovu urbanistického úřadu, nebo sídlo Opštiny Nový Bělehrad. Z dopravních staveb, které byly podle návrhu Branislava Jovina zrealizovány, vyniká křižovatka Mostar u řeky Sávy v Bělehradě.